# 张林琦
张林琦，清华大学教授，微生物与传染病学专家，任非洲科学院院士，中华人民共和国教育部2007年度“长江学者”特聘教授。

## 生平
1992年获得爱丁堡大学分子病毒学博士学位，后在清华大学任教。